# Partido Democrático Popular (Nigeria)
El Partido Democrático del Pueblo de Nigeria fue creado por Olusegun Obasanjo en 1999 para concurrir a las primeras elecciones presidenciales y legislativas libres del país, donde obtuvo la victoria con 223 escaños de 360 en la Cámara de Representantes y el 54,5% de los votos populares, y la revalidó en 2003 para las presidenciales con el 61.9% de los votos.
En 2007 su candidato Umaru Musa Yar'Adua triunfa en los comicios y es electo presidente con alrededor del 70% de los sufragios emitidos.

## Resultados electorales

### Elecciones presidenciales
|  | 62.78 % |

|  | 61.94 % |

|  | 69.60 % |

|  | 58.89 % |

|  | 44.96 % |

|  | 41.22 % |

|  | 29.07 % |

| Elecciones parlamentarias | Cámara de Representantes | Cámara de Representantes | Cámara de Representantes | Cámara de Representantes | Cámara de Representantes | Senado     | Senado | Senado  | Senado   | Senado |
| Elecciones parlamentarias | Votos                    | %                        | Escaños                  | +/–                      | Posición                 | Votos      | %      | Escaños | Posición | +/–    |
| ------------------------- | ------------------------ | ------------------------ | ------------------------ | ------------------------ | ------------------------ | ---------- | ------ | ------- | -------- | ------ |
| 1999                      |                          | 57,1                     | 206/360                  |                          | 1.º                      |            | 56,4   | 59/109  |          | 1.º    |
| 2003                      | 15.927.807               | 54,49                    | 223/360                  | 17                       | 1.º                      | 15.585.538 | 53,69  | 76/109  | 17       | 1.º    |
| 2007                      |                          |                          | 262/360                  | 39                       | 1.º                      |            |        | 85/109  | 9        | 1.º    |
| 2011                      | 13.312.817               | 46,63%                   | 203/360                  | 59                       | 1.º                      |            |        | 64/109  | 21       | 1.º    |
| 2015                      |                          |                          | 140/360                  | 63                       | 2.º                      |            |        | 48/109  | 16       | 2.º    |
| 2019                      |                          |                          | 114/360                  | 26                       | 2.º                      |            |        | 41/109  | 7        | 2.º    |

- Datos: Q1551163
- Multimedia: People's Democratic Party (Nigeria) / Q1551163